# Kosmas I.
Kosmas I. war von 1075 bis 1081 Patriarch von Konstantinopel. Nach Anna Komnena (Alexiade, Buch 2) lebte er ein heiligenmäßiges und in jeder Hinsicht vorbildliches Leben, besaß keinerlei Eigentum, widmete sich der Askese wie die frühen Kirchenväter, die als Einsiedler in der Wüste und in den Bergen lebten und hatte zudem die Gabe der Weissagung.
Er war ein guter Freund des Kaisers Nikephoros III. Botaniates, dem er am 4. April 1081 erfolgreich zur Abdankung riet, um zu verhindern, dass in Konstantinopel Blut vergossen werde.
Er krönte 1081 Kaiser Alexios I. und sieben Tage später auf den Druck ihrer einflussreichen Familie auch seine Frau, Irene Dukaena. Nachdem die Herrschaft der Komnenen gesichert war, lud Alexis den Patriarchen, bedeutende Mitglieder der Synode sowie einige Äbte ein, wegen des Aufstandes und seiner sonstigen Missetaten über ihn zu Gericht zu sitzen. Nach einem vollen Geständnis des Kaisers verurteilten sie ihn und nahe Verwandte zu einer Buße, bei der sie fasten und auf dem Boden schlafen mussten. Alexios’ Tochter Anna Komnena beschreibt plastisch, wie der Palast zu einem Ort des Weinens und des Klagens wurde, „Klagen, die jedoch nicht tadelnswert waren, sondern preiswürdig, der Vorläufer einer höheren, ewigen Freude.“ Der Kaiser trug zusätzlich für vierzig Tage unter seinen Gewändern Sackleinen auf der nackten Haut und schlief mit einem Stein als Kopfkissen. Durch diesen politisch klugen Akt öffentlicher Buße hatte der Usurpator Alexios seine Herrschaft gesichert und sein Ansehen erhöht.
Kosmas trat am 8. Mai 1081 von seinem Amt zurück, vielleicht, weil er die Finanzpolitik der Komnenen missbilligte, und zog sich in das Kloster von Kallias zurück. Vorher hatte er noch einen feierlichen Gottesdienst für den Hierarchen Johannes den Theologen in der St. Johannes-Kirche im Hebdomon abgehalten. Seine Gebeine wurden in der Chora-Kirche beigesetzt. Sein Nachfolger wurde der Eunuch Eustratios Garidas.